# Campionats del món de ciclisme en ruta de 1980
Els Campionats del món de ciclisme en ruta de 1980 es disputaren el 30 i 31 d'agost de 1980 a Sallanches, França. Per culpa de la disputa dels Jocs Olímpics de Moscou sols es disputaren les proves professionals individuals masculina i femenina.

## Resultats
| Proves :                         | Or                         | Or         | Argent                            | Argent   | Bronze                        | Bronze   |
| Masculines                       |                            |            |                                   |          |                               |          |
| Cursa en línia masculina detalls | Bernard Hinault · França   | 7h 32' 16" | Gianbattista Baronchelli · Itàlia | + 1' 01" | Juan Fernández Martín Espanya | + 4' 25" |
| Femenines                        |                            |            |                                   |          |                               |          |
| Cursa en línia femenina detalls  | Beth Heiden · Estats Units | 1h 45' 15" | Tuulikki Jahre · Suècia           | m. t.    | Mandy Jones · Regne Unit      | m. t.    |

## Medaller
| Posició | País         | Or | Plata | Bronze | Total |
| 1       | França       | 1  | 0     | 0      | 1     |
| 1       | Estats Units | 1  | 0     | 0      | 1     |
| 3       | Itàlia       | 0  | 1     | 0      | 1     |
| 3       | Suècia       | 0  | 1     | 0      | 1     |
| 5       | Regne Unit   | 0  | 0     | 1      | 1     |
| 5       | Espanya      | 0  | 0     | 1      | 1     |
| Total   | Total        | 2  | 2     | 2      | 6     |